# Fernando López López
Fernando López López (nacido el 7 de febrero de 1983, en La Piedad, Michoacán, México). Es un futbolista profesional mexicano que se desempeña en el terreno de juego como defensa y su equipo actual es el Bauger FC de la Liga Dominicana de Fútbol.

## Trayectoria
Hizo su debut con el Irapuato contra Morelia en el torneo Apertura del 2003, jugando en 16 partidos de 19. Fue transferido a Querétaro para un torneo, y después fue transferido al Atlante, dónde ganó su primer título de liga. López fue enviado al Club Necaxa donde él disfrutaría del éxito alcanzando los cuartos de final, donde caerían derrotados ante el Santos. El Club Necaxa ha confirmado que ha sido prestado al Club América donde jugará el torneo 2009-2010 . En el club Dorados de Sinaloa ha sido campeón de la Copa MX y llegó a la final del Ascenso MX

### Clubes
| Club                    | País                 | Año           | Partidos | Goles | Media |
| ----------------------- | -------------------- | ------------- | -------- | ----- | ----- |
| Club Deportivo Irapuato | México               | 2003 - 2004   | 36       | 0     | 0     |
| Real de Colima          | México               | 2004 - 2005   | 27       | 0     | 0     |
| Querétaro Fútbol Club   | México               | 2005 - 2007   | 56       | 2     | 0.04  |
| Club de Fútbol Atlante  | México               | 2007          | 15       | 1     | 0.07  |
| Club Necaxa             | México               | 2008          | 30       | 0     | 0     |
| Club América            | México               | 2009 - 2010   | 10       | 0     | 0     |
| Club Necaxa             | México               | 2010-2012     | 6        | 0     | 0     |
| Dorados de Sinaloa      | México               | 2012-2013     | 33       | 0     | 0     |
| Club Necaxa             | México               | 2013-2014     | 7        | 0     | 0     |
| Bauger FC               | República Dominicana | 2016-presente | 1        | 0     | 0     |
| Total en su carrera     | Total en su carrera  | 2003-presente | 221      | 3     | 0.01  |

## Palmarés

### Campeonatos nacionales
| Título           | Club                   | País   | Año  |
| ---------------- | ---------------------- | ------ | ---- |
| Primera División | Club de Fútbol Atlante | México | 2007 |
| Copa México      | Dorados de Sinaloa     | México | 2012 |

- Datos: Q5444798